# Alberto Núñez Feijóo
Alberto Núñez Feijóo (Ourense, 10 de setembro de 1961) é um político espanhol, presidente da Junta da Galiza entre 2009 e 2022. Atualmente é Senador e líder da Oposição no Parlamento Espanhol.
Membro do Partido Popular pela Galiza, ocupou o comando local do Partido entre 2006 e 2022, quando foi escolhido para comandar o partido nacionalmente, sucedendo o então ocupante do cargo, Pablo Casado Blanco, e consequentemente sendo candidato à Presidência de Governo da Espanha no pleito de 2023. Define-se ideologicamente como galeguista e reformista.

## Biografia
Alberto Núñez Feijóo nasceu em 1961 em Ourense. A sua infância decorreu na aldeia dos Peares, uma pequena aldeia da província de Ourense até acabar os seus estudos de secundária. Então se foi à Santiago de Compostela para estudar Direito. De 1985, já licenciado, até 1991 trabalhou como funcionário temporário no Corpo Superior da Administração geral da Junta da Galiza. Entre 2000 e 2012 teve uma relação sentimental com a jornalista Carmen Gámir. Desde 2013 tem uma relação com a diretora de Zara Home, Eva María de Cárdenas Botas.

## Trajetória política
Em julho de 1991 começou a sua trajetória política institucional, sendo nomeado secretário geral Técnico da Conselharia de Agricultura, Pastoricia e Montes da Junta galega e chegou três meses mais tarde à Conselharia de Saúde e Serviços Sociais, com José Manuel Romay Beccaría, titular da Conselharia, para desempenhar o cargo de Secretário Geral.
Em 1996 foi para Madrid para fazer parte do governo de José María Aznar. Foi nomeado secretário geral da Assistência Sanitária no de Agricultura, Gado e Montes da Junta galega e entrou três meses mais tarde na Conselharia de Saúde e Serviços Sociais, da mão de José Manuel Romay Beccaría, titular da Conselharia, para desempenhar o cargo de Secretário Geral no Ministério de Saúde e Consumo, cujo titular era igualmente Romay Beccaría, e esse mesmo ano foi escolhido presidente da INSALUD. Entre maio de 2000 e janeiro de 2003 exerceu a direção da entidade pública Correos y Telégrafos, etapa na que Correos sofreu uma viragem desde o serviço público monopolístico até a livre competência empresarial.
Em 2003 voltou à Galiza para formar parte do Governo da Junta. A 18 de janeiro foi nomeado conselheiro da Política Territorial, Obras Públicas e Vivenda e um ano depois foi escolhido vice-presidente primeiro.
Depois de que Manuel Fraga ganhasse as eleições ao Parlamento da Galiza de 2005, mas ficando fora do governo pelo pacto PSOE-BNG e, por isso, deixou a liderança no PP da Galiza, abriu uma discussão pela sua sucessão entre vários líderes regionais. Feijóo (que nessas eleições obteve a ata de deputado autonómico) com grande apoio em Corunha e Pontevedra; José Manuel Barreiro, com forte apoio em Lugo; Xosé Cuíña Crespo, antigo protegido de Fraga apoiado num primeiro instante por José Luis Baltar, presidente do Partido Popular de Ourense, mas acabou por apoiar a Feijóo, e Enrique López Veiga antigo conselheiro do governo galego. Finalmente Feijóo ganhou, sendo escolhido a começos de 2006 presidente do Partido Popular da Galiza. Feijóo é um dos "barões" territoriais do PP que mais se destacou no seu apoio ao presidente do partido, Mariano Rajoy.

## Polémica
Em março de 2013 o jornal El País publicou umas fotografias nas que Feijóo aparecia de férias com narcotraficante Marcial Dorado no ano 1995. Naquela altura, Dorado era já um famoso contrabandista que tinha sido detido duas vezes por contrabando de tabaco. Quando foram publicadas as fotos, Dorado estava na prisão por narcotráfico. Feijóo não demitiu como pedia a oposição, além de que Feijóo tivesse pedido uma vez a demissão de Anxo Quintana por terem sido publicadas umas fotos onde aparecia com um empresário. Dois anos depois, Dorado foi novamente condenado a seis anos de prisão e multa de 21 milhões de euros por lavado de dinheiro procedente do narcotráfico.

## Distinções
- Doutoramento Honoris Causa da Universidade de Trás-os-Montes e Alto Douro (2017)